# Adel Mohsin
Adel Ferenc Mohsin (* 1994 in Gengenbach) ist ein deutscher Musiker. Er ist international als Pianist tätig.

## Leben
Adel Mohsin wurde 1994 in Gengenbach (Baden-Württemberg) geboren. Seine Mutter stammt aus Bulgarien, sein Vater aus dem Irak. Beide sind Ärzte und haben die deutsche Staatsbürgerschaft. Ab seinem vierten Lebensjahr lebte er in Lahr. Von 2002 bis 2004 besuchte er die Freie Evangelische Grundschule in Lahr und wechselte dann auf das Max-Planck-Gymnasium. Seit 2007 ist er Jungstudent an der Hochschule für Musik Karlsruhe in der Klavierklasse für Hochbegabte der Professorin und Musikerin Sontraud Speidel. Er studierte Humanmedizin ab 2013, brach jedoch ab und studiert nun Mathematik an der Universität Heidelberg. Neben seiner Muttersprache Deutsch spricht er fließend Englisch, Französisch, Spanisch und Bulgarisch.
2011 wurde Mohsin mit 17 Jahren zum Kulturbotschafter der Stadt Lahr ernannt.
Im Februar 2013 wurde Mohsin in den wissenschaftlichen Beirat der Giordano-Bruno-Stiftung (gbs) aufgenommen.

## Auszeichnungen
Mohsin wurde für seine musikalischen Leistungen mit über 40 ersten Preisen bei nationalen und internationalen Wettbewerben ausgezeichnet, darunter  im Jahr 2008 mit dem 1. Preis des Bundeswettbewerbs Jugend musiziert, dem Preis des Deutschen Musikrats und Sonderpreis der Stiftung Musikleben, dem 1. Preis des Schumann-Wettbewerbs Zwickau, dem Yehudi-Menuhin- und Robert-Schumann-Gesellschaft-Preis. 2009 erhielt er den 1. Preis des Internationalen Alexander-Skrjabin-Klavierwettbewerbs in Paris. Außerdem ist er Träger des Steinway-, Yamaha- und Tschaikowsky-Preises. Er wurde mehrfach mit der Goldenen Musikmedaille der Stadt Lahr ausgezeichnet.